# نبردناو ساردنی
نبردناو ساردنی (به انگلیسی: Italian battleship Sardegna) یک کشتی است که طول آن ۴۲۸ فوت ۱۰٫۵ اینچ (۱۳۰٫۷ متر) می‌باشد. این کشتی در سال ۱۸۹۰ ساخته شد.